# Новий Каролінув
Новий Каролінув (пол. Nowy Karolinów) — село в Польщі, у гміні Пуща-Марянська Жирардовського повіту Мазовецького воєводства.
Населення — 94 особи (2011).
У 1975-1998 роках село належало до Скерневицького воєводства.

## Демографія
Демографічна структура станом на 31 березня 2011 року:
|          | Загалом | Допрацездатний вік | Працездатний вік | Постпрацездатний вік |
| -------- | ------- | ------------------ | ---------------- | -------------------- |
| Чоловіки | 48      | 10                 | 32               | 6                    |
| Жінки    | 46      | 12                 | 23               | 11                   |
| Разом    | 94      | 22                 | 55               | 17                   |